# Trypogeus javanicus
Trypogeus javanicus är en skalbaggsart som beskrevs av Aurivillius 1925. Trypogeus javanicus ingår i släktet Trypogeus och familjen långhorningar. Inga underarter finns listade i Catalogue of Life.